# Informer
«Это тюремная песня. Это не «Малыш, я люблю тебя». Я написал эту песню в тюрьме про докладчиков. Но люди не знали, что я пою»
«Informer» — песня канадского регги-музыканта Сноу, выпущенная в 1992 году в качестве первого сингла его дебютного альбома «12 Inches of Snow» (1993). Продюсером был MC Shan который также написал рэп-куплет. Сингл возглавил чарты, семь недель подряд занимая первое место в Billboard Hot 100. В Великобритании сингл являлся самым большим хитом Сноу и занял 2 место. В 2007 году песня заняла 84-е место в рейтинге «100 величайших песен 90-х» канала VH1. В 2010 Pitchfork включил её в список «семь худших синглов номер один в США 90-х». Песня известна строчкой «a licky boom boom down», а также быстрой и часто неразборчивой лирикой Сноу.
Мелодия «Informer» была использована в треке «Chori Chori» Араша и Анилы 2006 года. В 2019 году пуэрто-риканский певец, автор песен и рэпер Дэдди Янки выпустил ремейк песни под названием «Con calma» совместно с Сноу. Ремейк на испанском языке возглавил чарты 20 стран и вошел в десятку лучших.

## История
В 1992 году, во время отпуска с диджеем Марвином Принсом в Куинс, Нью-Йорк, Принс представил Сноу американскому рэперу и продюсеру MC Shan, и они выпустили демо из четырех песен. Затем MC Shan представил Сноу продюсерам-менеджерам Стиву Салему и Дэвиду Энгу, которые подписали его со своей компанией Motor Jam Records и передали лицензию на музыку East West Records.
Песня основана на инциденте 1989 года, когда Сноу было предъявлено обвинение по двум пунктам обвинения в покушении на убийство. В то время он был заключен в тюрьму в Торонто на год, прежде чем обвинения были сокращены до нападения при отягчающих обстоятельствах, и в конце концов он был оправдан и освобожден. В интервью 1999 года он назвал этот инцидент «парой драк в баре».

## Критика
Редактор AllMusic Рон Винн назвал эту песню «с примесью говора» и далее отметил, что она «разрушила миф о том, что поп-аудитория не примет ни одной мелодии, текст которой не на чистом английском языке; когда его видео было выпущено, оно включало перевод внизу». Хэвлок Нельсон из Entertainment Weekly назвал песню «скользкой и мелодичной». Шведская газета Expressen охарактеризовала её как «крутую ямайскую криминальную литературу». Катрин Ринг из Gaffa заявила, что это «отличный поп-номер». Музыкальный писатель Джеймс Мастертон пришёл к выводу в своём еженедельном комментарии к британским чартам, что она «несомненно должна стать претендентом на первое место в течение недели или двух». Алан Джонс из Music Week похвалил «эту заразительную, мгновенно привлекательную дэнсхолловую» песню за «правильное сочетание регги и хип-хопа». Он добавил, что это «должно произвести здесь настоящий фурор». Джеймс Гамильтон из журнала RM Dance Update назвал её «превосходной» и «весёлой». Венди Чермак и Рэнди Росс из The Network Forty прокомментировали: «Вы можете поклясться, что слушаете ямайца прямо из Кингстона, но этот 22-летний белый мужчина родом из гетто Торонто. Вместе с микшером DJ Prince и продюсером и рэпером MC Shan Сноу создает захватывающий низкий грувер с заразительными танцевальными тостами». Orlando Sentinel назвал её «танцевальной». Рецензент из журнала People Magazine сказал, что «заключения Сноу придают аромат накачанному синглу Informer, наполненному хип-хопом». М. Р. Мартинес из Cashbox заявил, что это «демонстрирует уникальное исполнение Сноу, которое звучит менее подражательно, чем некоторые дэнсхоллеры или рэперы из добросовестного района».

## Видеоклип
В видеоклипе на песню, снятом Джорджем Семинарой, Сноу входит в тюремную камеру. Его продюсер и друг MC Shan также фигурирует в видео: он объясняет, как попал в тюрьму, не превратившись в доносчика. Диджей Марвин Принс наслаждается сауной с парой женщин. Повсюду женщины в бикини, а Сноу сопровождают танцовщицы в чёрно-белых тонах. При первом показе у видео не было субтитров, но они были добавлены, потому что мало кто мог понять, о чём говорит Сноу. Песня была опубликован на YouTube в сентябре 2019 года. По состоянию на апрель 2022 года видео набрало 29 миллионов просмотров.

## Награды и признание
Песня получила премию Джуно за лучшую запись в стиле регги в 1994 году. В 2007 году песня заняла 84-е место в рейтинге «100 величайших песен 90-х» канала VH1. В 2020 году Cleveland.com поставил её на 127-е место в своем списке лучших песен Billboard Hot 100 № 1 1990-х годов.

## Наследие
Скетч-комедийное шоу In Living Color в фиктивном видео с участием Джима Керри в роли Сноу пародировало эту песню.

## Трек-листы
| - CD maxi 1. "Informer" (radio mix) – 4:11 2. "Informer" (album mix Rick the Mexican remix edit) – 4:28 3. "Informer" (drum mix) – 4:12 4. "Informer" (Clark's fat bass mix) – 4:39 5. "Informer" (Clark's super mix) – 4:51 - 7" single 1. "Informer" (radio edit) – 4:05 2. "Informer" (album mix Rick the Mexican remix edit) – 4:28 | - 12" maxi 1. "Informer" (LP version Rick the Mexican remix edit) – 4:28 2. "Informer" (drum mix) – 4:12 3. "Informer" (dub) – 4:12 4. "Informer" (Clark's fat bass mix) – 4:39 5. "Informer" (Clark's super radio mix) – 4:11 6. "Informer" (super dub) – 4:50 - Cassette 1. "Informer" (LP version Rick the Mexican remix edit) – 4:30 2. "Informer" (drum mix) – 4:13 |

## Чарты
| Чарт (1992—1993)                      | Высшая позиция |
| ------------------------------------- | -------------- |
| Австралия (ARIA)                      | 1              |
| Австрия (Ö3 Austria Top 40)           | 2              |
| Бельгия/Фландрия (Ultratop 50)        | 2              |
| Канада (RPM Top Singles)              | 9              |
| Канада (RPM Dance/Urban)              | 5              |
| Дания (IFPI)                          | 1              |
| Европа (Eurochart Hot 100)            | 1              |
| Европа (Europe Dance, Music & Media)  | 3              |
| Финляндия (Suomen virallinen lista)   | 1              |
| Франция (SNEP)                        | 3              |
| Германия (GfK)                        | 1              |
| Греция (Pop + Rock)                   | 6              |
| Зимбабве (ZIMA)                       | 1              |
| Исландия (Íslenski Listinn Topp 40)   | 8              |
| Ирландия (IRMA)                       | 1              |
| Италия (Musica e dischi)              | 8              |
| Нидерланды (Dutch Top 40)             | 2              |
| Нидерланды (Single Top 100)           | 2              |
| Новая Зеландия (Recorded Music NZ)    | 1              |
| Норвегия (VG-lista)                   | 1              |
| Португалия (AFP)                      | 7              |
| Испания (AFYVE)                       | 3              |
| Швеция (Sverigetopplistan)            | 1              |
| Швейцария (Schweizer Hitparade)       | 1              |
| Великобритания (UK Singles Chart)     | 2              |
| Великобритания (UK Dance, Music Week) | 7              |
| США (Billboard Hot 100)               | 1              |
| США (Billboard Dance Club Songs)      | 24             |
| США (Billboard Hot R&B/Hip-Hop Songs) | 10             |
| США (Billboard Hot Rap Songs)         | 1              |
| США (Billboard Mainstream Top 40)     | 12             |
| США (Billboard Rhythmic)              | 5              |

| Чарт (1993)                            | Позиция |
| -------------------------------------- | ------- |
| Австралия (ARIA)                       | 6       |
| Австрия (Ö3 Austria Top 40)            | 9       |
| Бельгия (Ultratop)                     | 27      |
| Канада (Top Singles, RPM)              | 86      |
| Канада (Dance/Urban, RPM)              | 45      |
| Европа (Eurochart Hot 100)             | 5       |
| Германия (Official German Charts)      | 6       |
| Исландия (Íslenski Listinn Topp 40)    | 37      |
| Нидерланды (Dutch Top 40)              | 11      |
| Нидерланды (Single Top 100)            | 12      |
| Новая Зеландия (Recorded Music NZ)     | 3       |
| Швейцария (Schweizer Hitparade)        | 14      |
| Великобритания (UK Singles, OCC)       | 17      |
| США (Billboard Hot 100)                | 10      |
| США (Hot R&B/Hip-Hop Songs, Billboard) | 67      |

| Чарт (1990—1999)           | Позиция |
| -------------------------- | ------- |
| Канада (Nielsen SoundScan) | 87      |
| США (Billboard Hot 100)    | 28      |

## Сертификаты
| Регион | Сертификация  | Продажи   |
| --- | ------------- | --------- |
| Австралия (ARIA) | 2× Платиновый | 140 000^  |
| Австрия (IFPI Austria)                                                                                                   | Золотой       | 25 000*   |
| Германия (BVMI) | Платиновый    | 500 000^  |
| Нидерланды (NVPI) | Золотой       | 50 000^   |
| Новая Зеландия (RMNZ) | Платиновый    | 10 000*   |
| Великобритания (BPI) | Серебряный    | 200 000^  |
| США (RIAA) | Платиновый    | 1,300,000 |
| * Данные о продажах приведены только на основе сертификации. ^ Данные о тиражах приведены только на основе сертификации. |               |           |